# Trzalačka glazbala
Trzalačka glazbala su podskupina glazbala sa žicama. Ta su glazbala dobila ime po načinu na koji se sviraju: žica se trza prstima, trzalicom ili pak poseban mehanizam pokreće trzanje žica. U Hrvatskoj je narodno trzalačko glazbalo tamburica.

## Trzalački instrumenti
- balalajka
- bendžo
- berde
- bisernica
- brač (glazbalo)
- bugarija
- bas-gitara
- električna gitara
- gitara bez pragova
- harfa
- kitara
- klasična gitara
- lira
- lutnja
- mandolina
- tambura
- tambura samica
- tamburica
- Ud
- ukulele